# میجک
میجک (به عربی: مجیک) یک منطقهٔ مسکونی در صحرای غربی است که در جمهوری دموکراتیک عربی صحرا واقع شده‌است. میجک ۲۸۰ متر بالاتر از سطح دریا واقع شده.

## خواهرخوانده
شهرهای کوزلادا، Elorrio, Mundaka، یانرا، Ormaiztegi، اویون، پلیگروس، Ugao-Miraballes، اینچیسا ین وال دآرنو، مارچیانا مارینا، پوجیبونسی، پونته بوجانزه و وایانو خواهرخوانده‌های میجک هستند.